# Соларий Лунийский
Соларий (итал. Solario или итал. Salario; погиб в Леричи, V век) — святой, второй (предположительно) епископ епархии Луни, священномученик. День памяти — 22 октября.
Согласно довольно древнему преданию, св. Соларий принял мученическую смерть в Сан-Теренцо-аль-Маре, недалеко от Леричи, в местечке, ныне называемом Соларо.
Если бы предание было подтверждено документально, то можно было бы признать св. Салария как епископа, служившего, безусловно, до св. Феликса.